# Ray Chen
Ray Chen (sinh ngày 6 tháng 3 năm 1989) hay tên phiên âm Hán Việt là Trần Duệ là một nghệ sĩ vĩ cầm người Úc gốc Đài Loan. Anh là người giành giải nhất trong Cuộc thi Violin Yehudi Menuhin Quốc tế năm 2008 và Cuộc thi Nữ hoàng Elisabeth năm 2009.

## Sự nghiệp
Ray Chen sinh ra và lớn lên tại Đài Bắc, Đài Loan. Chen bắt đầu học violin từ năm 4 tuổi. Trong vòng 5 năm, anh đã hoàn thành tất cả 10 cấp độ của Chương trình Giáo dục Âm nhạc Suzuki ở Brisbane, Úc, một phương pháp giáo dục âm nhạc vỡ lòng từ cơ bản đến nâng cao của giáo sư Shinichi Suzuki. Chen được mời chơi solo với Dàn nhạc giao hưởng Queensland khi mới 8 tuổi. Anh cũng được mời biểu diễn tại buổi hòa nhạc kỷ niệm khai mạc Thế vận hội Mùa đông 1998 ở Nagano, Nhật Bản.
Chen được chọn là "Nhạc sĩ không gian trẻ của năm" của 4MBS Australia vào năm 1999. Anh được trao Học bổng Sydney May Memorial của Ủy ban Thẩm định Âm nhạc Australia (AMEB) vì là nhạc công trẻ nhất và tài năng nhất. Chen đã được AMEB trao tặng Bằng Tốt nghiệp Âm nhạc xuất sắc ở tuổi 11. Năm 13 tuổi, anh giành giải nhất trong Cuộc thi hòa tấu dành cho thanh thiếu niên quốc gia Úc (NYCC) và năm 2005 giành giải nhất trong Cuộc thi đàn Violin Kendall quốc gia Úc 2005. Giáo sư Goetz Richter, chủ nhiệm Khoa Dây tại Nhạc viện Sydney đã gọi Chen là "một trong những nghệ sĩ vĩ cầm trẻ tuổi tài năng và xuất sắc nhất nổi lên từ nước Úc..." Những giáo viên dạy violin của Ray Chen có thể kể đến bao gồm Kerry Smith và Giáo sư Peter Zhang (Nhạc viện Sydney). Chen đã tốt nghiệp cử nhân âm nhạc về chuyên ngành biểu diễn violin dưới thời của Aaron Rosand tại Học viện Âm nhạc Curtis ở Philadelphia.
Vào mùa hè năm 2006 và 2007, Chen theo học khoa dây tại trường Encore School, và theo học David Cerone tại Học viện Âm nhạc Cleveland. Năm 2008, anh tham dự Liên hoan Âm nhạc Aspen, và nhận được học bổng toàn phần, cùng với Cho-Liang Lin (Trường Juilliard) và Paul Kantor (Học viện Âm nhạc Cleveland).
Vào tháng 4 năm 2008 Chen đã giành được giải nhất cấp cao của Cuộc thi Quốc tế Yehudi Menuhin dành cho các nghệ sĩ violin trẻ ở Cardiff, Wales. (Năm 2004, anh đã đồng giải ba toàn đoàn trong cuộc thi đó.) Sau đó, anh thu hút được sự chú ý của Maxim Vengerov, người trong ban giám khảo cuộc thi, và đã tham gia vào các buổi biểu diễn bao gồm lễ ra mắt với Dàn nhạc Nhà hát Mariinsky ở Saint Petersburg và tại Liên hoan Rostropovich Quốc tế với Dàn nhạc Giao hưởng Nhà nước Azerbaijan ở Baku, dưới sự chỉ huy của Vengerov.
Sau thành công của mình tại Cuộc thi Menuhin, Chen đã giành được giải nhất của Cuộc thi Nữ hoàng Elisabeth năm 2009 tại Brussels, Bỉ, và điều đó mang về cho anh nhiều buổi hòa nhạc, một bản thu âm và  cây đàn "Huggins" Stradivarius quý giá trong ba năm từ Quỹ Âm nhạc Nippon. Anh là người trẻ nhất tham gia cuộc thi. Là người chiến thắng Giải thưởng lớn, Chen ngay lập tức được ra mắt trong chuyến lưu diễn, biểu diễn với Royal Flemish Philharmonic (DeFilharmonie) dưới sự chỉ đạo của Jaap van Zweden và Aldert Vermeulen, Dàn nhạc Quốc gia Bỉ dưới sự điều hành của Rumon Gamba và Dàn nhạc Giao hưởng Luxembourg dưới sự điều hành của Emmanuel Krivine, như cũng như trong các buổi độc tấu trên khắp nước Bỉ.
Chen được Sony Classical ký hợp đồng vào năm 2010., cũng như được Decca Classics đăng kí năm 2017. Anh đã thu âm César Franck Violin Sonata, các bản hòa tấu vĩ cầm của Pyotr Ilyich Tchaikovsky và Felix Mendelssohn,...
Chen đã giành được Giải thưởng Nghệ sĩ mới trong Giải thưởng Echo Klassik 2011. Anh được mời biểu diễn tại Hòa nhạc trao giải Nobel thường niên vào năm 2012, khi đó anh chơi Violin Concerto của Max Bruch ở giọng Sol thứ với Dàn nhạc giao hưởng Hoàng gia Stockholm.
Vào tháng 4 năm 2016, anh là giám khảo trẻ nhất từ trước đến nay của Cuộc thi Quốc tế Yehudi Menuhin dành cho các nghệ sĩ violin trẻ ở London, cùng với Pamela Frank, Joji Hattori, Martin Engstroem, Ning Feng, Julia Fischer, Dong-Suk Kang, Tasmin Little và Jeremy Menuhin.
Vào tháng 11 năm 2020, anh dẫn đầu màn trình diễn mở màn lễ trao giải Golden Horse Awards ceremony.
Sau khi mượn cây đàn "Huggins", Chen đã được tiếp tục được mượn cây đàn chế tác năm 1715 "Joachim" của Stradivarius từ Quỹ âm nhạc Nippon cho đến năm 2019. Tính đến tháng 10 năm 2019, Chen vẫn là người nhận được 1735 "Samazeuilh" của Stradivarius Quỹ âm nhạc Nippon cho mượn.
Chen cũng được biết đến với sự hiện diện trực tuyến của mình, đặc biệt là các trang báo và Youtube. Anh sáng tạo các video trên kênh YouTube cùng tên của mình với các nội dung liên quan đến violin và đã nhiều lần hợp tác với bộ đôi các nhạc sĩ cổ điển trên YouTube hài hước  TwoSetViolin.

## Thu âm
- Ray Chen, Timothy Young (2010). Stravinsky: Diversions - Music for Violin & Piano (CD). Melba Recordings. ASIN B004AB2F44.
- Ray Chen (2011). Virtuoso (CD). Sony Classical. ASIN B004EKP61K.
- Ray Chen, Swedish Radio Symphony Orchestra, Daniel Harding (2012). Tchaikovsky, Mendelssohn: Violin Concertos (CD). Sony Classical. ASIN B005UKH7F6.
- Ray Chen, Christoph Eschenbach, Schleswig-Holstein Musik Festival Orchestra (2014). Mozart: Violin Concertos, K. 216 & 218; Violin Sonata, K. 305 (CD). Sony Classical. ASIN B00DBO1YTS.
- Ray Chen, Yuja Wang, Lionel Bringuier, Zurich Tonhalle Orchestra (2016). Ravel: Complete Orchestral Works (CD). Deutsche Grammophon. ASIN B01A72FW94.
- Ray Chen (2018). The Golden Age (CD). Decca. ASIN B07BN6QCF6.